# Tavor TAR-21
Das TAR-21 ist eine moderne israelische Infanteriewaffe im Kaliber 5,56 × 45 mm NATO. Der Name TAR-21 steht für Tavor Assault Rifle – 21st Century.
Bisher wurde das TAR-21 nur in geringer Stückzahl gefertigt und vorwiegend an Spezial- und Eliteeinheiten ausgegeben; das liegt daran, dass die Waffen der Tavor-Familie relativ teuer zu produzieren sind, insbesondere im Vergleich zu den gebrauchten M16-Gewehren (und Varianten) aus US-Besitz, mit denen Israel regelmäßig beliefert wurde.

## Technik
Das TAR-21 ist ein modernes Sturmgewehr im Bullpup-Design mit Polymer-Gehäuse. Bei der Konstruktion der Waffe wurde vor allem auf eine gute Handhabbarkeit im Häuserkampf geachtet. Da die Waffe auf beiden Seiten ein Auswurffenster besitzt, kann sie sowohl von Rechts- als auch von Linkshändern problemlos bedient werden. Eine Besonderheit ist das Gassystem, welches die Vorteile eines direkten Gasdruckladers (geringes Gewicht) mit denen eines indirekten Systems (Zuverlässigkeit) kombiniert. Das Gas wird durch eine Gasentnahmebohrung im vorderen Teil des Laufes in ein Gasrohr geleitet und Richtung Verschlussträger transportiert. Auf Höhe des Handgriffes (wo die Lüftungsschlitze im Gehäuse sind) trifft das Gas auf den Kolben, welcher fest mit dem Verschlussträger verbunden ist. Durch diese Konstruktion werden die heißen schmutzigen Pulvergase vom Mechanismus ferngehalten.
Das Rotpunktvisier „MARS“ mit integriertem Laserpointer befindet sich auf einer Picatinny-Schiene und kann gegen ein Zielfernrohr oder Nachtsichtgerät ausgetauscht werden. Das israelische Militär verwendet anstelle des MARS aktuell das Reflexvisier „MEPRO 21“. Die TAR-21-Basisversion kann mit einem M203-40-mm-Unterlaufgranatwerfer oder Zweibein ausgerüstet werden. Zu Trainingszwecken ist die Verwendung des Miles-Adapters möglich.

## Modellvarianten
| Variante      | Gesamtlänge mm | Rohrlänge mm | Gewicht kg | Visiere           | Anmerkung                                                             |
| ------------- | -------------- | ------------ | ---------- | ----------------- | --------------------------------------------------------------------- |
| TAR           | 725            | 457          | 3,3        | MEPRO 21          |                                                                       |
| GTAR          | 725            | 457          | 3,28       | MEPRO 21          | Aufnahmemöglichkeit für M203                                          |
| TAVOR Flattop | 725            | 457          | 3,28       | Picatinny-Schiene | Längere obere Picatinny-Schiene, zusätzliche Schiene unter Handschutz |
| STAR          | 725            | 457          | 4,3        | Picatinny-Schiene | Aufnahmemöglichkeit für Zweibein                                      |
| CTAR          | 640            | 381          | 3,235      | MEPRO 21          |                                                                       |
| 1.            |                |              |            |                   |                                                                       |

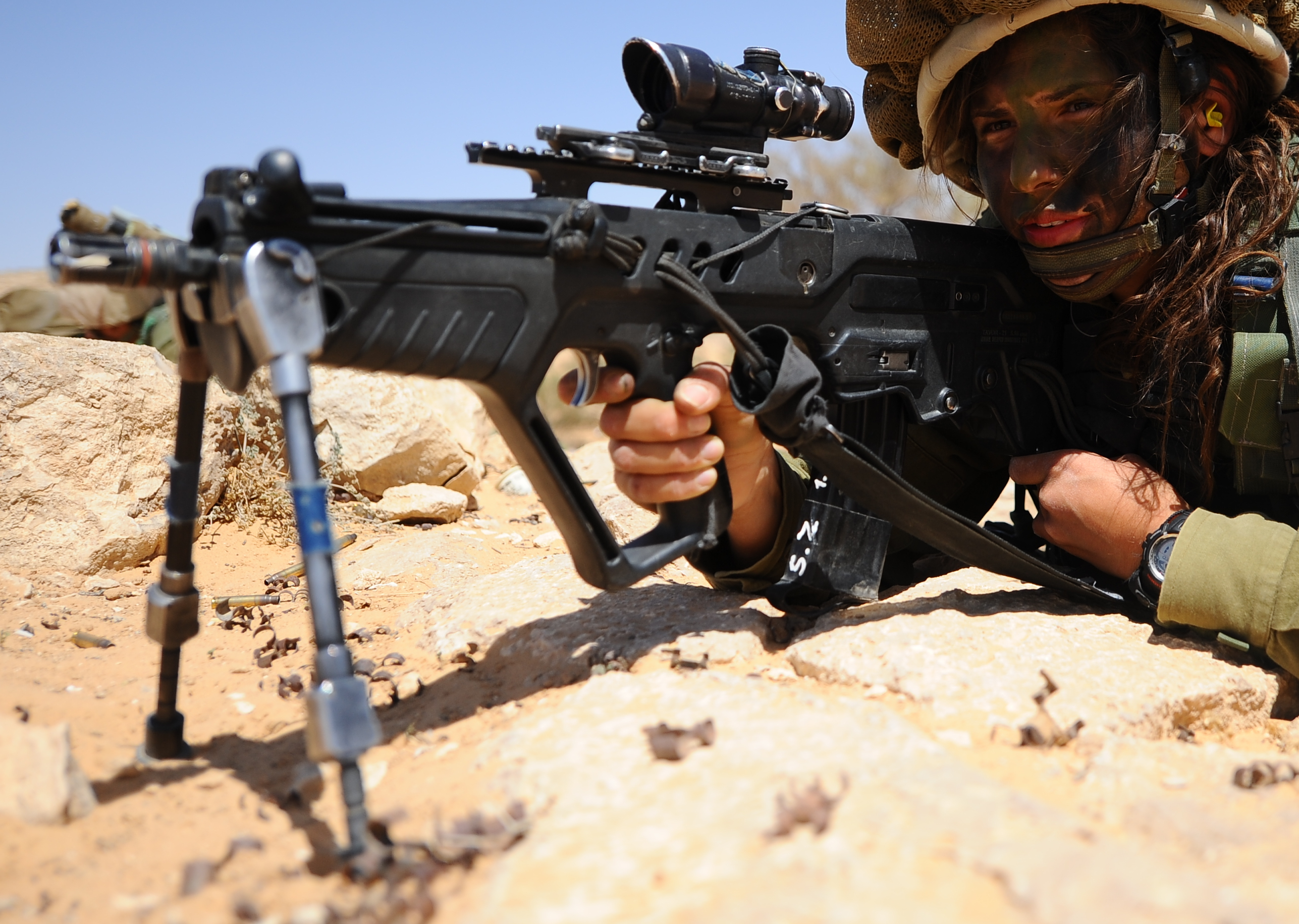
Tavor mit Zweibein und längerer Picatinny-Schiene

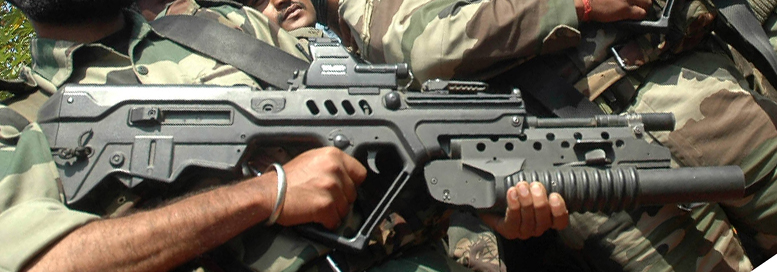
Tavor mit M203

Das Micro TAVOR (MTAR, auch X95) ist eine Weiterentwicklung des TAR-21 und zeichnet sich durch die Möglichkeit der Verwendung verschiedener Kaliber durch Austausch von wenigen Teilen aus. Alle Varianten sind auch als Flattop verfügbar (siehe oben).
| Variante | Gesamtlänge mm | Rohrlänge mm | Gewicht kg | Visiere  | Kaliber           | Anmerkung                  |
| -------- | -------------- | ------------ | ---------- | -------- | ----------------- | -------------------------- |
| X95      | 580            | 330          | 3,03       | MEPRO 21 | 5,56 × 45 mm NATO |                            |
| X95-L    | 670            | 417          | 3,2        | MEPRO 21 | 5,56 × 45 mm NATO |                            |
| X95-R    | 580            | 330          | 3,03       | MEPRO 21 | 5,45 × 39 mm      |                            |
| X95 SMG  | 580            | 279          | 2,98       | MEPRO 21 | 9 × 19 mm         |                            |
| X95-S    | 580            | 279          | 3,27       | MEPRO 21 | 9 × 19 mm         | Integrierter Schalldämpfer |
| 1.       |                |              |            |          |                   |                            |

Die Produktlinie Tavor SAR für den zivilen Markt verfügt über keinen vollautomatischen Feuermodus.
| Variante        | Gesamtlänge mm | Rohrlänge mm | Gewicht kg | Visiere           |
| --------------- | -------------- | ------------ | ---------- | ----------------- |
| SAR Flattop B16 | 664            | 419          | 3,58       | Picatinny-Schiene |
| SAR Flattop B18 | 702            | 457          | 3,7        | Picatinny-Schiene |
| SAR-IDF         | 664            | 419          | 3,86       | MEPRO 21          |
| 1.              |                |              |            |                   |

## Name
Das Tavor-Gewehr ist nach dem Berg Tabor benannt.

## Lizenzen
- Ukraine – Die ukrainische KNWO Fort hat eine Lizenz erworben und bietet das Gewehr (Tavor) im Kaliber 5,45 × 39 mm an. Es war geplant, die Waffe an Spezialeinheiten zu liefern.[1]

## Verwendung
- Aserbaidschan – hat gemäß Presseberichten einige TAR-21 gekauft[2]
- Brasilien – Die Front Brigade der brasilianischen Armee erhielt TAR-21, hergestellt von Taurus[3]
- Indien – Indische Spezialeinheiten (Fallschirmjäger und Marine Commandos)[4][5]
- Israel – Seit 2010 Ordonnanzwaffe, nachdem es schon bei Spezialeinheiten im Einsatz ist
- Georgien – Georgien erhielt im Jahr 2006 Waffen, die bei Spezialeinheiten eingesetzt werden
- Philippinen – Die Philippine Drug Enforcement Agency hat 120 CTAR 21 gekauft[6]
- Thailand – Soll neue Ordonnanzwaffe werden[7]
- Zypern – Zypern präsentierte bei der Militärparade am 1. Oktober 2017 die Waffen, die bei Spezialeinheiten eingesetzt werden.[8][9]

## Kontroversen
- Mehrere TAR-21 sind wahrscheinlich beim Terrorangriff der Hamas auf Israel im Oktober 2023 in die Hände der Terrororganisation gefallen.[10]

## Auszeichnungen
Die Zeitschrift American Rifleman zeichnete 2014 das Tavor SAR mit dem Golden Bullseye Award als Rifle of the Year aus. Die Zeitschrift Shooting Illustrated zeichnete 2017 das Tavor X95 als Rifle of the Year aus.